# Loveland, Colorado
Loveland är en stad (city) i Larimer County, i delstaten Colorado, USA. Enligt United States Census Bureau har staden en folkmängd på 68 203 invånare (2011) och en landarea på 87 km².